# Wayne Boden
Wayne Clifford Boden (c. 1948 - 27 de marzo de 2006) fue un asesino en serie y violador canadiense activo entre 1969 y 1971. Boden mató a cuatro mujeres, tres en Montreal y una en Calgary, ganándose el apodo de El Vampiro Violador por morder los pechos de sus víctimas, y recibió cuatro cadenas perpetuas. La de Boden fue la primera condena por asesinato en América del Norte debido a pruebas odontológicas forenses.

## Biografía
Wayne Clifford Boden nació en 1948 en Dundas, Ontario. Asistió a la escuela secundaria Glendale en Hamilton, donde, según se informa, era tranquilo, pero musculoso y jugaba en el equipo de fútbol americano en el último año de instituto.

## Asesinatos

### Shirley Audette
El 3 de octubre de 1969, Shirley Audette de 20 años, fue encontrada muerta en el callejón trasero del complejo de apartamentos en el centro de Montreal, Quebec donde residía. Aunque estaba completamente vestida, había sido violada y estrangulada, y en sus pechos se encontraron marcas de feroces mordeduras. No había signos de piel arrancada debajo de las uñas de la víctima, lo que llevó a un biógrafo a teorizar que ella no luchó contra su agresor. Uno de los exnovios de Audette le dijo a la policía que creía que ella se involucró con un hombre atractivo y muy dominante porque se estaba "metiendo en algo peligroso", pero nunca mencionó el nombre del hombre. El novio actual de Audette trabajaba en el turno de noche, mientras que Boden, que vivía al lado, apuesto y aparentemente amable, se encontraba con Audette afuera del edificio, donde ella acostumbraba ir a sentarse cuando se sentía nerviosa.

### Marielle Archambault
El 23 de noviembre, Marielle Archambault (20 años), dependienta en una joyería, salió del trabajo a la hora de cerrar con un joven al que presentó a sus compañeros de trabajo como "Bill", quienes indicaron después que parecía feliz y fascinada por el hombre. Cuando Archambault no se presentó a trabajar a la mañana siguiente, su empleador fue a su apartamento para ver si estaba enferma. Junto a su casera, al entrar descubrieron su cuerpo vestido sobre el sofá de la sala de estar pero la estancia estaba en desorden, le habían roto los pantis y el sujetador, había sido violada y sus pechos mordidos.
La policía encontró una foto arrugada en el piso, que los compañeros de trabajo identificaron fácilmente con "Bill". Sin embargo, la policía no fue capaz de relacionar la foto con ningún sospechoso, ni siquiera a través del boceto a partir de ella que se distribuyó para su publicación en los periódicos. La foto resultó ser la del padre ya fallecido de Archambault.

### Jean Way
El 17 de enero de 1970, Brian Caulfield, el novio de Jean Way, de 24 años, fue a recogerla a su apartamento de Lincoln Street, en el centro de Montreal, para una cita prevista. Cuando Way no respondió a la puerta, decidió regresar un poco más tarde, pero al volver encontró la puerta entreabierta. Caulfield entró y encontró el cuerpo desnudo de Way sobre la cama cubierto con una colcha verde, con los senos intactos. Lo más probable es que Boden estuviera en el apartamento atacando a la joven cuando Caulfield llamó a la puerta, interrumpiéndole y haciéndole huir en cuanto él se fue. Una autopsia realizada por el Dr. Jean-Paul Valcourt encontró dos pequeñas fibras debajo de las uñas de su mano izquierda, lo que indica que Way efectivamente había luchado contra su agresor, al contrario de la creencia anterior; la policía conjeturaba por el tipo de ataque y el comentario del exnovio de Audette que se trataría de un sádico sexual, que buscaba relacionarse con chicas que aceptaran someterse a prácticas sadomasoquistas.
Después de la muerte de Way, la publicidad resultante de los asesinatos provocó una breve histeria colectiva en Montreal, que desapareció porque Boden huyó de la ciudad y los asesinatos cesaron.

### Elizabeth Anne Porteous
En Calgary, Alberta, una profesora de secundaria de 33 años llamada Elizabeth Anne Porteous no se presentó a trabajar la mañana del 18 de mayo de 1971. Llamaron al administrador de su bloque de apartamentos, quien encontró su cuerpo en el suelo del dormitorio. Al igual que Marielle Archambault, su apartamento mostraba considerables signos de lucha y como todas las anteriores Porteous había sido violada y estrangulada. Sus pechos también habían sido mutilados a mordiscos. La policía recuperó un gemelo roto debajo del cuerpo de la víctima. En su investigación, la policía pudo averiguar por dos de sus colegas que había sido vista en un semáforo en el interior de un Mercedes-Benz azul la noche en que murió; Se informó que el automóvil tenía una calcomanía publicitaria distintiva en forma de toro en la ventanilla trasera. Una amiga de la víctima también informó a la policía que había estado saliendo recientemente con un hombre llamado "Bill", que describió como bien vestido, con cabello corto y prolijo.

### Arresto
Al día siguiente, el 19 de mayo, los patrulleros descubrieron el Mercedes azul, aparcado cerca del lugar del crimen. Boden, un ex modelo, fue arrestado media hora después cuando se dirigía a su automóvil. Le dijo a la policía que se mudó de Montreal un año antes y admitió que había estado saliendo con Porteous y que estaba con ella la noche del asesinato. Cuando le mostraron el gemelo roto, admitió su propiedad. Sin embargo, insistió en que Porteous estaba bien cuando la dejó esa noche.
La policía de Calgary estaba en posesión de una copia de la fotografía recuperada del apartamento de Archambaut y, como Boden se parecía al hombre de la fotografía, lo retuvieron como sospechoso del asesinato de Porteous. Luego, la policía centró su atención en las marcas en los senos de la víctima.

#### Evidencia odontológica
La policía se puso en contacto con Gordon Swann, un ortodoncista local, para ayudar a demostrar que las marcas en los senos y el cuello de Porteous eran marcas de mordeduras de Boden, con la intención de verificar que las habían producido sus dientes. Como en ese momento no había nada en la literatura canadiense sobre odontología forense, Swann escribió a la Oficina Federal de Investigaciones (FBI) de Estados Unidos, esperando recibir información al respecto.
Swann recibió una respuesta del director del FBI John Edgar Hoover, quien lo envió a Inglaterra, donde conoció a un hombre que había tratado con 20 o 30 casos relacionados con marcas de mordeduras. Swann pudo obtener la información que necesitaba y, basándose en un molde hecho con los dientes de Boden, logró demostrar 29 puntos de similitud entre las marcas de mordidas en el cuerpo de Porteous y los dientes de Boden.

## Condena
Las pruebas aportadas por Gordon Swann fueron suficientes para que el jurado del juicio de Boden lo declarara culpable del asesinato de Elizabeth Porteous y posteriormente lo condenara a cadena perpetua. Boden fue el primer asesino condenado en América del Norte basándose en pruebas odontológicas. Luego, Boden regresó a Montreal para enfrentar un segundo juicio, donde confesó los asesinatos de Shirley Audette, Marielle Archambault y Jean Way, y fue sentenciado a tres cadenas perpetuas adicionales. Boden fue enviado a la Penitenciaría de Kingston, Ontario, donde comenzó a cumplir su condena el 16 de febrero de 1972. Inicialmente se creyó que Boden estaba involucrado en la muerte de Norma Vaillancourt, una estudiante de 21 años asesinada el 23 de julio de 1968, pero negó su participación. En 1994, Raymond Sauve fue declarado culpable de la muerte de Vaillancourt y condenado a diez años de prisión.
En 1977, American Express le concedió a Boden una tarjeta de crédito cinco años después de su condena a cadena perpetua, que utilizó mientras disfrutaba de un pase de un día por su buen comportamiento desde la prisión de Laval mientras almorzaba con su trabajador social en el restaurante Kon Tiki del hotel Mount Royal en el centro de Montreal. Fue al baño y escapó por la ventana. Fue recapturado varios días después en un bar de la cercana calle Mackay. Tres funcionarios de prisión fueron sancionados y American Express llevó a cabo una investigación interna para descubrir cómo un preso que cumplía cadena perpetua por asesinato logró obtener una tarjeta de crédito.

## Muerte
Boden murió de cáncer de piel en el Hospital General de Kingston el 27 de marzo de 2006 después de estar internado en el hospital durante seis semanas.